# Wing IDE
Wing IDE — інтегроване середовище розробки, призначене для створення застосунків мовою Python. IDE надає професійний редактор коду, в якому можна використовувати клавіатурні комбінації vi і emacs, працює автодоповнення коду, рефакторинг, відстеження викликів, контекстні підказки. Доступний графічний зневаджувач коду для локального і віддаленого зневадження, інтерфейс для контролю версій, система unit-тестування, гнучкий механізм пошуку.
Складання Wing підготовлені для Linux, Windows і OS X.
Сирцеві тексти Wing надаються, але тільки після підписання спеціальної угоди про нерозголошення.